# Schwarzenbach (Germania)
Schwarzenbach è un comune tedesco di 1 138 abitanti, situato nel land della Baviera.